# Liga Turca de Basquetebol (terceira divisão)
| 1º Nível |  | BSL  |
| 2º Nível |  | TBL  |
| 3º Nível |  | TB2L |
| 4º Nível |  | EBBL |

A Terceira Divisão da Liga Turca de Basquetebol (em turco:  Türkiye Basketbol 2.Ligi) também conhecida como TB2L, trata-se da liga de terceiro nível na pirâmide do basquetebol profissional masculino na Turquia. Na temporada 2015-16 a então TBL (primeira divisão) mudou sua denominação para Basketbol Süper Ligi (BSL), a segunda divisão mudou de TB2L para a atual designação TBL e por consequência a liga terciária passou de TB3L para TB2L.

## Formato, promoção e rebaixamento
Atualmente 25 equipes participam da TB2L jogando dois grupo sendo o Grupo A contendo 13 equipes e o Grupo B com 12 equipes. Dentro dos grupos as equipes se enfrentam em formato round-robin com jogos como mandante e visitante.  Os derradeiros dos grupos (13º do Grupo A e 12º do Grupo B) são rebaixados para a EEBL, os oito melhores de cada grupo partem para os playoffs de oitavas de finais com formato "melhor-de-três". As oito equipes classificadas partem para uma "mini liga" onde todos se enfrentam, determinando o campeão e os outros promovidos. 

## Temporadas
| Temporada | Campeões                   | Outras equipes promovidas                                 |
| --------- | -------------------------- | --------------------------------------------------------- |
| 2006–07   | Gazi Üniversitesi SK       |                                                           |
| 2007–08   | Genç Telekom SK            |                                                           |
| 2008–09   | Hacettepe Üni              |                                                           |
| 2009–10   | Gaziantep                  |                                                           |
| 2010–11   | Çirali Grup Pamukkale Üni  |                                                           |
| 2011–12   | Söğütsen Seramik           | İzmir BşB, Yeşilgiresun                                   |
| 2012–13   | Büyükçekmece Basketbol     | I.T.Ü Istambul, Ankara DSİ                                |
| 2013–14   | Gediz Üniversitesi SK      | Asut Mersin(*), Mondi Meliksa, Adanaspor (4º), Afyon (5º) |
| 2014–15   | Acıbadem Üniversitesi S.K. | Bandırma Kırmızı                                          |
| 2015–16   | Samsun BşB Anakent         | Bursaspor, Istambulspor                                   |
| 2016–17   | Orman Gençlik              | Karesi Spor, Antalyaspor                                  |
| 2017–18   | Manisa Büyükşehir          | Final Gençlik SK                                          |

(*) desistiu

## Clubes participantes da temporada 2017–18
| Clube                               | Cidade    |
| ----------------------------------- | --------- |
| Artvin Belediye                     | Artvin    |
| Bilecik Belediyesi                  | Bilecik   |
| Boluspor                            | Bolu      |
| Bornova Belediyespor                | Esmirna   |
| Edirnespor                          | Edirne    |
| Efe Basketbol                       | Aidim     |
| Erzurum Gençlik SK                  | Erzurum   |
| Fethiye Belediyespor SK             | Fethiye   |
| Final Gençlik SK                    | Bursa     |
| FMV Işıkspor                        | Istambul  |
| Gemlik Basketbol                    | Bursa     |
| Haliliye Belediye                   | Şanlıurfa |
| Istem Koleji                        | Kayseri   |
| I.T.Ü Istambul                      | Istambul  |
| İzmir BşB                           | Esmirna   |
| Kepez Belediye                      | Antália   |
| Mamak Bld. Yeni Spor                | Ancara    |
| Manisa Büyükşehir                   | Manisa    |
| Merkezefendi Bld. Yüksekçıta Koleji | Denizli   |
| Mersin BşB                          | Mersin    |
| Muğla Ormanspor                     | Muğla     |
| Rota Koleji                         | Esmirna   |
| İnegöl Belediyespor                 | Bursa     |
| Tenis Eskrim Dağcılık               | Istambul  |
| UPS Spor                            | Istambul  |